# Ettore Loizzo

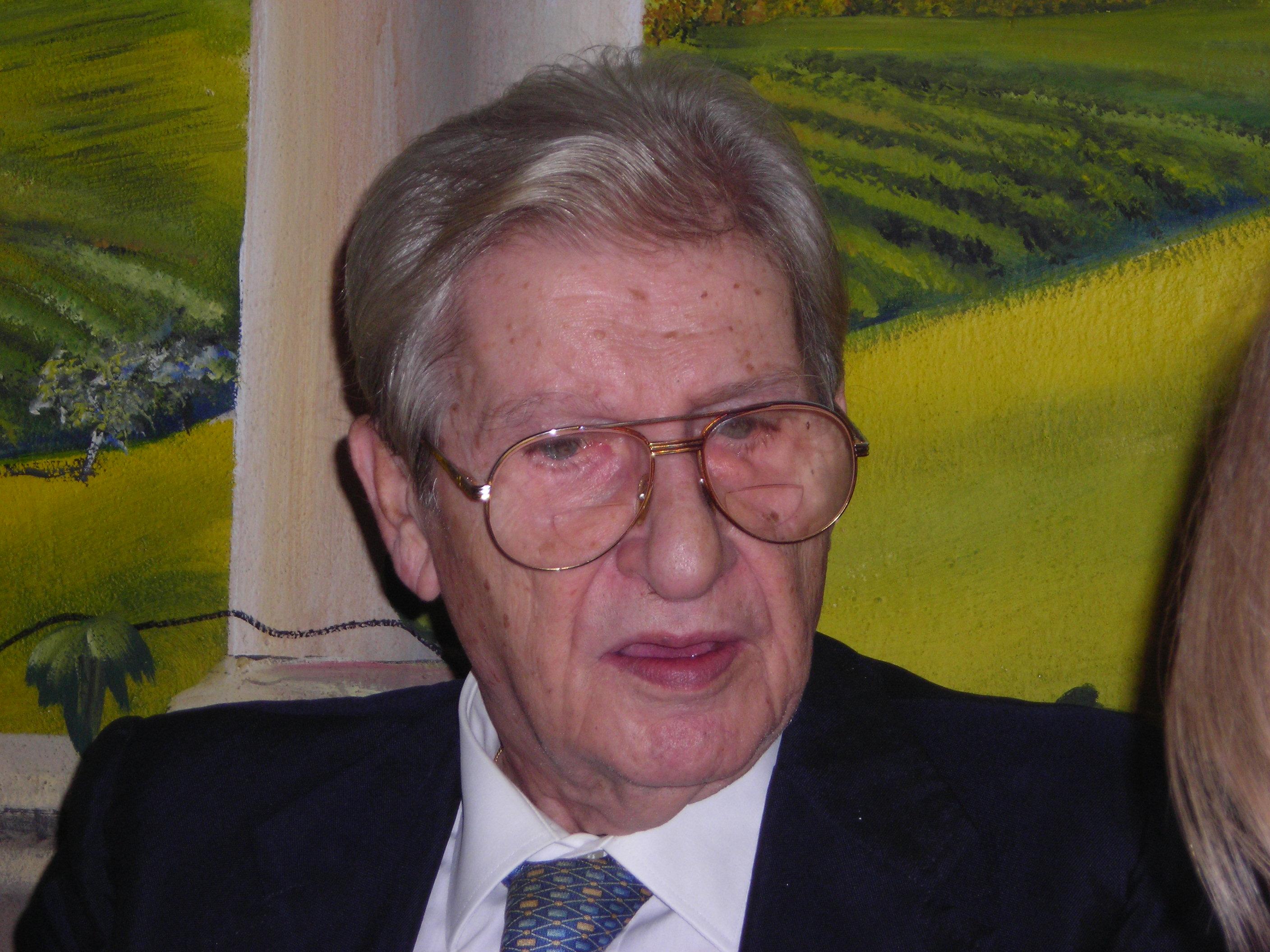
Ettore Loizzo

Ettore Loizzo (Cosenza, 18 settembre 1927 – 1º dicembre 2011) è stato un ingegnere elettrotecnico Gran Maestro Aggiunto e Reggente della Massoneria del Grande Oriente d'Italia italiano.

## Biografia
Nato a Cosenza, si trasferì a Roma per intraprendere gli studi di Ingegneria e successivamente giunse a Pisa, dove conseguì nel 1949 la Laurea in Ingegneria Elettrotecnica, presso l'Università Statale di Pisa, con il massimo dei voti.
Tornato a Cosenza negli anni cinquanta, avviò con successo un'attività imprenditoriale nel settore elettromeccanico e alla sua memoria è stato intitolato il Museo-Laboratorio di Elettrotecnica dell'Istituto Tecnico Industriale "A.Monaco" di Cosenza.
Nel 1955 sposò Virginia Naccarato (Cosenza 1928-2016) e ebbero due figli, Giovanni (1956) e Fiorella (1961).
Durante la sua carriera professionale ha contribuito alla realizzazione di importanti opere pubbliche in Calabria (Progetto Strada delle Serre, Progetto Casa Circondariale Paola, Direzione Lavori Università della Calabria).
Dal 1980 al 1985 ha ricoperto il ruolo di Consigliere Comunale della città di Cosenza.
Tra i massimi esponenti della Massoneria italiana, è stato Gran Maestro Aggiunto del Grande Oriente d'Italia di Palazzo Giustiniani dal 1982 al 1993 e successivamente nominato Reggente Gran Maestro dal 5 maggio 1993 al 18 dicembre 1993.
È deceduto il 1º dicembre 2011.
Nel giugno 2021 la Città di Cosenza ha intitolato una strada in suo nome.

## Opere
- Francesco Kostner, “Confessioni di un Gran Maestro”, Libro intervista, Klipper Editore
- Ettore Loizzo, Confessioni di un Gran Maestro, Luigi Pellegrini Editore